# IV съезд народов Терека
IV съезд народов Терека проходил во Владикавказе с 23 июля 1918 года.

## Обстановка накануне и во время съезда
В июне 1918 года на Северном Кавказе началась Гражданская война. В Дагестан вторглись турецкие войска, поддержавшие противников большевиков. Казачьи части напали на красноармейцев у станции Прохладная и оттеснили их к Георгиевску. Председатель Терского народного Совета Ной Буачидзе был убит во Владикавказе 20 июня. В Моздоке 23 июня был образован Терский казачье-крестьянский Совет, представлявший интересы кулацкого казачества и возглавляемый Георгием Бичераховым. Казачье-крестьянский совет объявил войну Советской власти. Для подавления восстания Терский совнарком направил подконтрольные отряды к Прохладной. В июле противники советской власти контролировали бо́льшую часть территории области. 18 августа ими был взят под контроль Нальчикский окружной совет. На Кавказ был направлен Серго Орджоникидзе, который возглавил борьбу за Советскую власть в регионе.

## Съезд
Накануне съезда правые эсеры и меньшевики развернули антисоветскую агитацию с целью дискредитации большевиков. Ими был поставлен вопрос о роспуске Советов, так как они, якобы, хотят ликвидировать Терский народный совет и захватить власть в регионе.
Съезд начал работу 23 июля. В первый же день на нём выступил Орджоникидзе с докладом о положении Советской власти на Тереке. Но правые эсеры и меньшевики при поддержке горских и казачьих верхов пытались навязать съезду дискуссию о работе Советов, чтобы отвлечь их от обсуждения более насущных проблем. Наиболее активно продвигал эту линию правый эсер К. Мамулов.
Несмотря на это съезду удалось принять резолюцию о прекращении Гражданской войны. В Моздок была направлена специальная делегация, уполномоченная вести переговоры с Бичераховым. Переговоры завершились провалом и съезд был вынужден объявить войну Бичерахову. Съезд ещё продолжался, когда сторонники Бичерахова подняли мятеж во Владикавказе. На помощь мятежникам в ночь на 6 августа двинулись отряды контрреволюционеров, сформированные в казачьих станицах. Защищали город бойцы 1-го полка Владикавказского Совета, Китайский революционный отряд, отряды партии Кермен и рабочей самообороны. Несмотря на численное превосходство нападавших, за 12 дней боёв их нападение удалось отбить.
18 августа съезд возобновил работу. 19 августа Совнарком Терской области принял решение о роспуске Владикавказской городской думы, принявшей участие в мятеже. 21 августа прошло последнее заседание съезда, на котором было санкционировано решение Совнаркома. Делегаты потребовали ареста депутатов думы, профинансировавших вооружение контрреволюционных отрядов на сумму полмиллиона рублей. Съезд предоставил Совнаркому чрезвычайные полномочия по борьбе с контрреволюцией.